# 杜博韋 (巴里希夫卡區)
50°17′39″N 31°35′42″E / 50.29417°N 31.59500°E
杜博韋（烏克蘭語：Дубове）是位於烏克蘭北部的村莊，由基辅州布羅瓦里區的貝雷贊市鎮負責管轄。該村始建於1929年，面積0.83平方公里，海拔高度123米，2001年人口199，人口密度每平方公里239.8人。